# مجموعه اردوغربی (سنگر)
مجموعه اردوغربی (سنگر) مربوط به عصر آهن I است و در شهرستان رودبار، روستای آیینه روستای واقع شده و این اثر در تاریخ ۱۹ مرداد ۱۳۸۴ با شمارهٔ ثبت ۱۲۸۴۳ به‌عنوان یکی از آثار ملی ایران به ثبت رسیده است.